# Vincent Charlemagne Pluchet
Vincent (Charlemagne) Pluchet, né le 30 juin 1774 à Bois d'Arcy dans le département actuel des Yvelines et mort le 1er avril 1837 à Trappes (Yvelines), était l'un des cultivateurs les plus réputés de l'ancienne Seine-et-Oise. Il a été maire de la commune de Trappes à partir de 1811 jusqu'à son décès. Il est l'inventeur, en 1829, d'une charrue qui porte son nom.

## Biographie
Il est le fils de Thomas Pluchet (1749 - 1795) et de Denise Dailly (1748 - 1810) acquéreurs à Trappes, lors de la vente des biens nationaux de deux fermes contigues : la ferme du château et de celle de Vaugien. Thomas Pluchet est issu d'une famille connue dans la région sud de Paris depuis le XVIe siècle.
Volontaire national en 1792, il participe à la bataille de Valmy. En 1796, après la mort de son père, Vincent Pluchet, alors sous-lieutenant au 6e bataillon de Seine-et-Oise (armée de Sambre et Meuse), démissionne et retourne à Trappes.
Après avoir épousé le 29 novembre 1797 Geneviève-Antoinette Michaux, nièce du célèbre botaniste André Michaux (qui est témoin à leur mariage), il s'installe avec son beau-père à la ferme de Satory à Versailles. Il prend ensuite, en 1806, la succession de ses parents à la ferme du Château de Trappes, tout en continuant pendant plusieurs années à exploiter des terres sur le plateau de Satory. Il est aussi fermier de la ferme de Gally à Saint-Cyr-l'École de 1806 à 1814. Vincent Pluchet est maire de Trappes de 1811 à 1837.
N'hésitant pas à mettre en jeu sa vie et ses biens, il protège sa commune de l'invasion des troupes alliées consécutives à la chute de Napoléon en 1815 . Il sait ensuite remédier au mieux aux conséquences du froid et des pluies durant la période de refroidissement climatique des années 1816 et 1817 (1816 est appelée l'année sans été). Avec son oncle Gaspard Dailly, son prédécesseur à la mairie, il avait compris que les piètres récoltes qui en avaient résulté feraient l'objet de spéculations financières et provoqueraient la disette. Pour l'éviter, il incita les habitants de la ville de Trappes à stocker des récoltes dans des bâtiments de la commune. Sa conduite héroïque en 1815 et ses choix courageux en 1816 et 1817 lui valent d'être récompensé par la Légion d'Honneur en décembre 1817.  Il est un cultivateur très apprécié en Seine-et-Oise. Il est mort le 1er avril 1837 à Trappes, des suites d'un accident de voiture à cheval survenu quelques jours plus tôt à Versailles.

## La charrue Pluchet
Membre de la Société d'Agriculture de Seine-et-Oise, Vincent Pluchet est réputé pour sa ferme modèle. Il perfectionne notamment un système de battage et met au point une charrue, avec l'aide de son commis Étienne Denis Devilleneuve. La particularité de cette charrue est de présenter un réglage du labour en hauteur et en largeur. Cette charrue mise au point en 1829, rafle les prix dans de nombreux concours agricoles. Elle sera utilisée dans les fermes du plateau de Trappes jusqu'à l'arrivée des tracteurs dans les années 1950. Un exemplaire de cette charrue est aujourd'hui exposé au Compa, conservatoire de l'agriculture à Chartres.

## La famille Pluchet
Aux XVIIIe et XIXe siècles, la dynastie des Pluchet est florissante. À côté d'une branche de petits vignerons établis dans les deux communes d'origine Morangis (Essonne) et Savigny-sur-Orge (Essonne), émergent deux familles de laboureurs installés l'une à Bagneux (Hauts-de-Seine) et dans les communes environnantes, l'autre dans la région de Versailles, où elle jouera un grand rôle dans la modernisation de l'agriculture au XIXe. Un premier Thomas Pluchet (1710-1772) s'installe à Guyancourt, où lui succède son fils Vincent-Charlemagne (1753-1820). Son second fils, prénommé lui aussi Thomas Pluchet (1749-1795) s'installe à Bois d'Arcy et Saint Cyr, avant d'acheter la ferme de Trappes où lui succédera son fils lui aussi prénommé Vincent (-Charlemagne) (1774-1837).  
- Un autre Vincent Charlemagne Pluchet (1773-1826), fils de Vincent-Charlemagne (1753-1820), sera maire de La Courneuve.

- Émile (Vincent) Pluchet (1816-1887), fils de Vincent (-Charlemagne), est maire de Trappes de 1847 à 1871 et de 1874 à 1876. Il épouse le 29 septembre 1838 Philiberte Émilie Lyonnet à Paris Il est l'un des principaux sélectionneurs à l'origine de création de la race ovine Ile-de-France.

- Vincent (Charles) Pluchet (1841-1926), fils aîné d’Émile Pluchet, est fermier cultivateur à la ferme du duc de Reggio au Coudray-Montceaux (91), retiré en 1895 à la ferme de Trappes, il est maire de Trappes de 1900 à 1919. En 1920, il se retire à Versailles

- Émile (Henri) Pluchet (1845-1927), second fils d'Émile est agriculteur à Roye dans la Somme. Il sera président de la Société des agriculteurs de France et régent de la Banque de France.

- Eugène (Denis) Pluchet (1849-1929) succède à son père sur la ferme de Trappes, jusqu'en 1910. Il avait épousé en 1874 à Tigery Lucie Decauville.

- Camille Pluchet (1869-1940), fils de Vincent (Charles), lui succède en 1895 comme cultivateur au Coudray-Montceaux (91) dont il est maire de 1907 à 1910, puis prend la succession de son oncle Eugène à la ferme de Trappes de 1910 à 1920 avant de se retirer à Versailles.

- Bernard (Émile) Pluchet (1903-1981), fils de Camille Pluchet et Marguerite Hadengue, agriculteur, maire de Saussay-la-Campagne (Eure) a été député de l’Eure de 1951 à 1956[5] avec l'étiquette du Centre national des indépendants et paysans (CNIP).

- Alain Pluchet, fils de Bernard Pluchet, agriculteur, né en 1930, a été sénateur de l'Eure (RPR) de 1983 à 1998[6] et maire de Le Thuit (Eure).
- Kristina Pluchet, épouse d'un petit-fils de Bernard (Émile) Pluchet est sénatrice LR de l'Eure depuis septembre 2020.